# Edouard Mary
Edouard André Joseph Mary (Edingen, 26 april 1796 - Brussel, 29 april 1853) was een Belgisch volksvertegenwoordiger.

## Levensloop
Mary was een zoon van advocaat en notaris Charles Mary en van Marie Parmentier. Hij bleef ongehuwd.
Mary promoveerde tot licentiaat in de rechten (1816). Hij werd advocaat in Brussel.
Hij werd directeur van le Philanthrope het tijdschrift van de Weldadigheidsvereniging voor de Zuidelijke Nederlanden en vervulde dit mandaat tot in 1825. Hij publiceerde in 1829 een verslag over de belangrijke vooruitgang in de bestrijding van de landloperij door het oprichten van landbouwkolonies. 
Hij was vanaf 1819 een van de stichters van de verenigingen voor de aanmoediging van het lager onderwijs. Hij spande zich in voor het promoveren van gratis onderwijs voor arme kinderen. Hij spande zich evenzeer in voor het onderwijs van volwassenen. 
In 1831 werd hij verkozen tot volksvertegenwoordiger voor het arrondissement Zinnik. Hij werd een actief lid van het parlement, vooral in financiële kwesties. In 1833 moest hij het afleggen tegen Barthélemy Dumortier en hield de politiek voor bekeken. Hij verliet Edingen en vestigde zich in Brussel.

## Publicaties
Mary schreef poëzie. Hij publiceerde:
- Epîtres en vers sur la Belgique, tien patriottische 'epistels'.

Over maatschappelijke problemen:
- Voyage aux colonies agricoles érigées par les sociétés de bienfaisance du royaume des Pays-Bas, Brussel, 1829.